# Myrioblephara tranostigma
Myrioblephara tranostigma là một loài bướm đêm trong họ Geometridae.